# 沈鴻烈
沈 鴻烈（しん こうれつ）は中華民国（台湾）の海軍軍人・政治家。北京政府では奉天派に属して東北海防艦隊を設立し、国民政府でも同艦隊（東北海軍と改称）を率いた。字は成章。

## 事跡

### 清末の活動
塾教師の家庭に生まれ、18歳で秀才となっている。しかし、1904年（光緒30年）に軍人の道に転じて武昌で新建陸軍に加入し、後に初級軍官補習班教習（教官）となった。1906年（光緒32年）春に日本へ渡り、海軍兵学校第2期を卒業している。なお、在学期間中に中国同盟会に加入し、楊宇霆とも交流している。
1911年（宣統3年）夏に帰国し、海軍で教練官や参謀を歴任する。同年10月、武昌起義（辛亥革命）が勃発すると、沈鴻烈は革命派の湖北軍政府で海軍宣慰使に任ぜられる。沈は清朝側の海軍に革命派への転向を働きかける工作を展開し、革命派に転じた艦隊と共に南京攻略に参加した。

### 東北艦隊指導者へ
中華民国成立後、沈鴻烈は南京臨時政府において海軍部軍機処参謀に任ぜられ、翌年、北京政府で参謀本部上校課長に転じた。1916年（民国5年）3月から2年半にわたり欧米へ海軍の実情調査に赴いている。1918年（民国7年）10月に帰国し、陸軍大学の第5期・第6期海軍教官を務めた。
1920年（民国9年）春、沈鴻烈は尼港事件の事後処理のため、中国側副代表として日本との交渉に当たった。このときの交渉の成果を評価した東三省巡閲使張作霖により、沈は張率いる奉天派へと招聘される。同年冬、吉黒江防司令公署が成立し、沈は同公署参謀に任ぜられ、まもなく参謀長に昇進した。1922年（民国11年）8月、江防司令公署内に航警署が設置され、沈はその署長を兼任している。翌1923年（民国12年）7月、沈の建議を容れた張の命により、東北海防艦隊（以下「東北艦隊」）が結成され、沈が海軍中将司令を兼任した。以後、沈鴻烈は東北艦隊の指導者として北京政府において台頭することになる。　
1927年（民国16年）7月には、沈鴻烈は渤海艦隊（山東督軍張宗昌に所属）に触手を伸ばして、これを東北艦隊に組み入れてしまう。さらに新たに東北艦隊の合同指揮機関として海軍総司令部を設立し、張作霖が総司令、沈が副司令に就任した。もちろん、実際の東北艦隊指揮権は沈が掌握し、総司令事務を代行している。

### 国民政府への易幟、青島市長時代

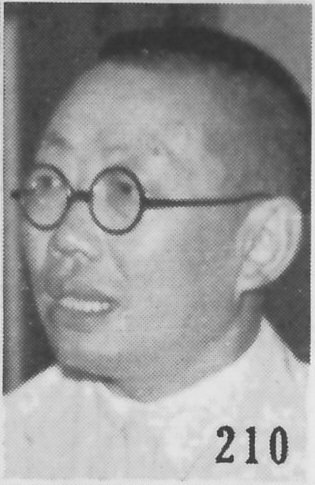
沈鴻烈別影（『最新支那要人伝』1941年）

張作霖死後の1928年（民国17年）12月、張学良が国民政府に易幟すると、沈鴻烈もこれに賛意を示した。東北艦隊は東北海軍と改称され、引き続き沈がこれを率いている。翌年1月には東北政務委員会委員も兼任した。
1931年（民国20年）に満州事変が起きると、沈鴻烈は東北艦隊司令部を青島に移転させている。同年11月、青島市長を兼任し、北平政務委員会委員にも任ぜられた。翌年8月には軍事委員会北平分会委員、1933年（民国22年）6月には行政院駐北平政務整理委員会委員と歴任している。青島市長としての沈は内政面で功績が大きく、特に市街建設や学校振興は評価が高かった。
日中戦争勃発後、沈鴻烈は青島陸海軍総指揮部指揮に任ぜられた。当初は蔣介石の命令もあり、日本人居留民の帰国等への妨害は一切控えている。しかし、上陸してきた日本軍と交戦を開始するようになると、戦況が不利となったこともあり、1937年（民国26年）12月、沈は日本資本の紡績工場その他を焼き払って山東省南部へ撤退を開始した。
一方、山東省政府主席韓復榘は、沈鴻烈よりも更に抗戦意欲無く撤退したため、後に蔣介石により軍命違反で処断されている。これにより1938年（民国27年）1月、沈は韓の後任として山東省政府主席に任ぜられ、この他にも同省保安司令、魯蘇戦区副司令などを兼任して抗戦を継続している。日本軍相手に戦う一方で、沈は中国共産党をも敵視しており、国共合作が成立していたにもかかわらず八路軍への攻撃も繰り返した。

### 政界での活動へ
1941年（民国30年）冬、沈鴻烈は国民政府中央に召還され、農林部長に任命された。翌年12月には国家総動員会議秘書長も兼任し、戦時の糧食調達を担当している。1944年（民国33年）8月、中国国民党中央党政工作考核委員会秘書長となった。翌年、党第5期中央執行委員に選出された（第6期も同様）。
戦後の1945年（民国34年）11月、沈鴻烈は東北地域に派遣され、接収のための視察を行っている。翌年3月、浙江省政府主席に任ぜられ、戦災からの復興政策に従事した。1948年（民国37年）7月、考試院銓叙部部長に移り、翌年1月の蔣介石下野とともに沈も引退した。同年、台湾に逃れ、総統府国策顧問に任ぜられている。
1969年（民国58年）3月12日、台中市にて病没。享年88（満86歳）。

## 注
1. ↑  『最新支那要人伝』136頁は「ちん こうれつ」との読みを当てている（更に言えば、同書は沈姓の人間全員に「ちん」の読みを当てている）が、これは明らかに誤り。姓としての「沈」はshĕn（同義漢字は「瀋」）、すなわち「しん」の読みが正しい。「沈」を「ちん」と読む場合には、chén（同義漢字は「沉」）でなければならない。